# Back to the Heavyweight Jam
Back to the Heavyweight Jam er Scooters sjette studiealbum, udgivet i 1999. Albummet indeholder singlerne "Faster Harder Scooter" og et remix af "Fuck the Millennium".

## Numre
1. Keyser Soze (1:12)
2. Watch Out (4:15)
3. Faster Harder Scooter (3:46)
4. Well Done, Peter (3:53)
5. Fuck the Millenium (4:28)
6. The Revolution (4:04)
7. Psycho (5:05)
8. The Learning Process (4:55)
9. I'll Put You on the Guest List (5:11)
10. Main Floor (5:34)
11. Kashmir (4:45)
12. No Release (6:16)

Følgende bonusnumre findes kun på Special Edition
1. Fuck the Millenium (Single Version)
2. Dutch Christmas (4:32)
3. Waiting For Spring / Let Me Be Your Valentine (Live)
4. The Age of Love (Live)
5. No Fate (Live)

## Hitlisteplaceringer
| Titel                         | Placeringer | Placeringer | Placeringer | Placeringer | Placeringer | Placeringer | Placeringer | Placeringer | Placeringer |
| Titel                         | Tyskland    | Ungarn      | Sverige     | Estland     | Finland     | Tjekkiet    | Østrig      | Schweiz     | Norge       |
| ----------------------------- | ----------- | ----------- | ----------- | ----------- | ----------- | ----------- | ----------- | ----------- | ----------- |
| "Back to the Heavyweight Jam" | Guld        | Guld        | Guld        | Guld        | 3           | 5           | 7           | 25          | 35          |